# Municipio de San Juan Ozolotepec
El municipio de San Juan Ozolotepec es uno de los 570 municipios en los que se encuentra dividido el estado mexicano de Oaxaca. Su cabecera es la población homónima.

## Geografía
El muniicipio se encuentra al sur del estado, en las altitudes de la Sierra Madre del Sur, lo que hace sumamente accidentado su territorio y complica sus comunicaciones. Forma parte de la región Sierra Sur y del distrito de Miahuatlán, su extensión territorial total es de 207.388 que equivalen a 0.28 % de la superficie del estado, siendo sus coordenadas geográficas extremas 16°0′ - 16°13′ de latitud norte y 96°4′ - 96°19′ de longitud oeste, la altitud va de un máximo de 3800 a un mínimo de 700 metros sobre el nivel del mar.
Al norte limita con el municipio de San Pedro Mixtepec -Distrito 26-, al este con el municipio de San Carlos Yautepec y el municipio de San Miguel del Puerto, al sur con el municipio de Santiago Xanica y al oeste con el municipio de Santa María Ozolotepec y el municipio de Santo Domingo Ozolotepec; a su vez, al centro del municipio se encuentra enclavado y, por tanto, totalmente rodeado por este, el municipio de San Francisco Ozolotepec.

## Demografía
La población total del municipio de acuerdo con el Censo de Población y Vivienda realizado en 2010 por el Instituto Nacional de Estadística y Geografía, es de 3 168 habitantes.
La densidad de población asciende a un total de 15.28 personas por kilómetro cuadrado.

### Localidades
El municipio se encuentra formado por quince localidades, las principales y su población de acuerdo al censo de 2010 son:
| Localidad               | Población |
| Total Municipio         | 3 168     |
| San Andrés Lovene       | 967       |
| Santa Catarina Xanaguía | 748       |
| San Juan Ozolotepec     | 615       |
| Santiago Lapaguía       | 613       |
| San Bartolo Lapaguía    | 158       |

## Política

### Representación legislativa
Para la elección de diputados locales al Congreso de Oaxaca y de diputados federales a la Cámara de Diputados federal, el municipio de San Juan Ozolotepec se encuentra integrado en los siguientes distritos electorales:
Local:
- Distrito electoral local de 24 de Oaxaca con cabecera en Miahuatlán de Porfirio Díaz.[4]

Federal:
- Distrito electoral federal 5 de Oaxaca con cabecera en Salina Cruz.[5]